# Steve Francis
Steven D'Shawn Francis (nascido em 21 de fevereiro de 1977) é um ex-jogador norte-americano de basquete profissional que já teve passagens pelas equipes do Houston Rockets, Orlando Magic e New York Knicks, da National Basketball Association (NBA). Foi a segunda escolha geral no draft da NBA de 1999, pelo Vancouver Grizzlies.

## Estatísticas

### Temporada regular
| Ano               | Equipe   | PJ  | PT  | MPP  | %TC  | %3P  | %TL  | RPP | APP | ROB | TPP | PPP  |
| ----------------- | -------- | --- | --- | ---- | ---- | ---- | ---- | --- | --- | --- | --- | ---- |
| 1999–00           | Houston  | 77  | 77  | 36.1 | .445 | .345 | .786 | 5.3 | 6.6 | 1.5 | .4  | 18.0 |
| 2000–01           | Houston  | 80  | 79  | 39.9 | .451 | .396 | .817 | 6.9 | 6.5 | 1.8 | .4  | 19.9 |
| 2001–02           | Houston  | 57  | 56  | 41.1 | .417 | .324 | .773 | 7.0 | 6.4 | 1.2 | .4  | 21.6 |
| 2002–03           | Houston  | 81  | 81  | 41.0 | .435 | .354 | .800 | 6.2 | 6.2 | 1.7 | .5  | 21.0 |
| 2003–04           | Houston  | 79  | 79  | 40.4 | .403 | .292 | .775 | 5.5 | 6.2 | 1.8 | .4  | 16.6 |
| 2004–05           | Orlando  | 78  | 78  | 38.2 | .423 | .299 | .823 | 5.8 | 7.0 | 1.4 | .4  | 21.3 |
| 2005–06           | Orlando  | 46  | 45  | 37.7 | .433 | .257 | .797 | 4.8 | 5.7 | 1.1 | .2  | 16.2 |
| 2005–06           | New York | 24  | 15  | 27.5 | .442 | .538 | .761 | 3.0 | 3.5 | 1.0 | .2  | 10.8 |
| 2006–07           | New York | 44  | 30  | 28.1 | .408 | .378 | .829 | 3.6 | 3.9 | .9  | .3  | 11.3 |
| 2007–08           | Houston  | 10  | 3   | 19.9 | .333 | .235 | .565 | 2.3 | 3.0 | .9  | .5  | 5.5  |
| Total             |          | 576 | 543 | 37.6 | .429 | .341 | .797 | 5.6 | 6.0 | 1.5 | .3  | 18.1 |
| Jogo das Estrelas |          | 3   | 3   | 24.3 | .552 | .500 | .500 | 2.7 | 5.3 | .7  | .0  | 12.0 |

### Playoffs
| Ano     | Equipe  | PJ | PT | MPP  | %TC  | %3P  | %TL  | RPP | APP | ROB | TPP | PPP  |
| ------- | ------- | -- | -- | ---- | ---- | ---- | ---- | --- | --- | --- | --- | ---- |
| 2003–04 | Houston | 5  | 5  | 44.4 | .429 | .412 | .725 | 8.4 | 7.6 | 1.4 | .2  | 19.2 |
| Total   |         | 5  | 5  | 44.4 | .429 | .412 | .725 | 8.4 | 7.6 | 1.4 | .2  | 19.2 |